# Sachsenhausen (Egling)
Sachsenhausen (ⓘ) ist ein Gemeindeteil von Egling im oberbayerischen Landkreis Bad Tölz-Wolfratshausen. Der Weiler liegt circa zwei Kilometer nördlich von Egling.

## Baudenkmäler
Siehe auch: Liste der Baudenkmäler in Egling#Weitere Ortsteile
- Kapelle, erbaut in der zweiten Hälfte des 17. Jahrhunderts